# Château de Marquardt
Pour les articles homonymes, voir Marquardt (homonymie).
Le château de Marquardt (Schloss Marquardt) est un château néobaroque situé à Marquardt, dans la municipalité de Potsdam, à côté de Berlin.

## Histoire
Le domaine de Schorin (ancien nom de Marquardt) est mentionné en 1313 comme village de pêcheurs au bord du lac de Schwänitz (de). Le baron Marquard Ludwig von Printzen (de) (1675-1725), maréchal de la cour et intendant des châteaux de la couronne de Prusse, l'achète en 1704. Le roi Frédéric Ier lui permet de changer le nom du domaine. Le château et les terres de 255 hectares deviennent la propriété du général Hans Rudolf von Bischoffwerder (de) (1741-1803), ministre de Frédéric-Guillaume II en 1795. Il est Rose-Croix et érige une grotte (la Grotte Bleue) dans le parc sous des acacias pour les réunions de ses adeptes. Frédéric-Guillaume II, qui est un intime du général, y vient plusieurs fois en visite ou pour des réunions d'adeptes, sa faiblesse de caractère et son spiritisme permettent à Bischoffwerder et au ministre des cultes Johann Christoph von Wöllner de le manipuler. Ceci est décrit par Theodor Fontane dans son ouvrage fameux Promenades dans la Marche de Brandebourg.
Le fils du général, Ferdinand Hans Rudolf Wilhelm (1795-1858), hérite du château en 1803, jusqu'à sa propre mort en 1858. Il le fait agrandir et entourer en 1823 d'un parc romantique selon les plans de Peter Joseph Lenné.
Carl Meyer, l'un des directeurs de la compagnie Krupp, l'achète en 1878. Il fait reconstruire le château en style néobaroque avec des éléments néorenaissance. Le Kommerzienrat et maître des forges Louis-Auguste Ravené (de) (1866-1944), descendant de huguenots, en devient propriétaire en 1892, pour en faire sa résidence d'été. Il aménage des salles de réception au rez-de-chaussée et ajoute une aile ouest en 1912. Il fait aussi reconstruire l'église luthérienne-évangélique du village en style néogothique et y est enterré. Ravené donne le château en location à l'hôtelier Kempinski en 1932. Celui-ci le transforme en hôtel-restaurant et le château devient un lieu à la mode pour les Berlinois. Cinq ans plus tard, l'hôtel est aryanisé et géré par la firme Aschinger qui finit par l'acheter en 1942. Le château sert ensuite d'hôpital militaire, avec une partie en restaurant. L'Armée rouge prend possession du château le matin du 25 avril 1945. Il devient ensuite un refuge pour les personnes déplacées et une maison de convalescence pour enfants, puis une école de sourds. De 1958 à 1993, il abrite une école d'arboriculture dépendant de l'université Humboldt de Berlin.
Le château est aujourd'hui vide, mais meublé en partie. Il peut être loué pour des réceptions ou des cérémonies. Il sert souvent de décor pour des tournages de films.